# Изложба „Цртеж и мала пластика” (октобар–новембар 1982)
Изложба „Цртеж и мала пластика” се одржала у периоду од октобра до новембра 1982. године, у НУ „Првој петољетки” Трстеник, Центру за културу Прокупље, Народном музеју Топлице и Дому културе Чачак.

## Уметнички савет
Избор радова за изложбу је обавио Уметнички савет Друштва ликовних уметника Београда:
- Слободан Петровић, председник Савета
- Божидар Џмерковић
- Оливера Грбић
- Славољуб Радојчић
- Федор Соретић
- Божидар Дамјановски
- Ружица Беба Павловић

## Излагачи
Због мањег изложбеног простора у Трстенику, Прокупљу, Топлици и Чачку Удружење ликовних уметника Србије је било принуђено да смањи број радова са изложбе у Београду. Сматрају да су избором приказана нека значајна дела и актуелна ликовна кретања у Републици за тада протеклих годину–две дана.

### Цртежи
1. Милун Анђелковић
2. Микан Аничић
3. Исак Аслани
4. Драгана Атанасовић Стојановић
5. Анђелка Бојовић
6. Јармила Вешовић
7. Биљана Вуковић
8. Матија Вучићевић
9. Евгенија Демниевска
10. Предраг Драговић
11. Марија Драгојловић
12. Марио Ђиковић
13. Ђорђе Ђорђевић
14. Ружица Ђорђевић
15. Светлана Златић
16. Дејан Илић
17. Богдан Јовановић
18. Вида Јоцић
19. Божидар Каматовић
20. Маријана Каралић
21. Божидар Кићевић
22. Дијана Кожовић
23. Гордана Крсмановић Коцић
24. Мирјана Крстевска
25. Гордана Крчмар
26. Мома Марковић
27. Даница Масниковић
28. Велимир Матејић
29. Младен Мирић
30. Милун Митровић
31. Миодраг Нагорни
32. Зоран Настић
33. Звонко Новаковић
34. Миодраг Петровић
35. Данка Петровска
36. Божидар Продановић
37. Љубица Радовић
38. Гордана Ристић
39. Љиљана Ристић
40. Радмила Степановић
41. Миливоје Стоиљковић
42. Љиљана Стојановић
43. Стеван Стојановић
44. Трајко Стојановић Косовац
45. Ана Танић
46. Владимир Тјапкин
47. Станка Тодоровић
48. Томислав Шебековић
49. Марина Шрајбер

### Мала пластика
1. Бошко Атанацковић
2. Милан Бесарабић
3. Стеван Дукић
4. Светислав Здравковић
5. Мице Попчев
6. Драган Раденовић
7. Томислав Тодоровић